# 弗拉基米尔·莫诺马赫号核潜艇
弗拉基米尔·莫诺马赫号核潜艇（俄语：АПЛ Владимир Мономах）是俄罗斯第四代弹道导弹潜艇（955型核潜艇），它於2015年开始服役，名字來自於基辅罗斯大公弗拉基米尔·莫诺马赫。
该潛艇由红宝石设计局研發，总设计师是謝爾蓋·科瓦廖夫季奇。該潛艇龙骨于2006年3月19日在位於北德文斯克的北德文斯克造船厂铺设。该潜艇将装备16枚俄罗斯最新研制的潜射弹道导弹R-30布拉瓦洲際導彈。2012年12月30日，弗拉基米尔·莫诺马赫号核潜艇下水，2013年1月开始系泊试验。
2013年10月8日，该潜艇完成了为期25天的海上航行測試。2014年9月9日，该潜艇发射了一枚 "布拉瓦 "导弹。
2014年12月19日，弗拉基米尔·莫诺马赫号核潜艇开始服役。2016年9月26日，該潛艇抵达俄羅斯太平洋艦隊基地。 